# Poste-frontière de Kerem Shalom
Pour un article plus général, voir Frontière entre la bande de Gaza et Israël.
Le poste-frontière de Kerem Shalom (Hébreu : מעבר כרם שלום, Maavar Kerem Shalom) est un point de passage israélien, permettant le transit vers la Bande de Gaza (zone contrôlée par le Hamas depuis juin 2007) d'une part, et vers l'Égypte. 

## Présentation

La bande de Gaza et les différents points de passage ouverts et fermés.

Ce poste-frontière, situé à 1,2 km au sud-ouest du kibboutz de Kerem Shalom, près de la frontière égyptienne, et à moins de 800 mètres de l'ancien aéroport international Yasser Arafat de Gaza, est un point de passage entre Israël et la bande de Gaza.
Il a été pensé dans un premier temps comme l'unique point de passage entre la bande de Gaza et l'Égypte dans le plan de désengagement des territoires occupés de 2004, mais finalement Israël négocie avec l’Égypte un passage direct entre les deux territoires. Il est inauguré le 28 décembre 2008 (le lendemain du déclenchement des Opérations militaires israéliennes « Plomb Durci ») afin d'acheminer l’aide humanitaire vers la bande de Gaza. Ainsi, chaque jour, entre 250 et 280 camions passent par ce passage, transportant plus de 6 000 tonnes d’aide humanitaire, principalement des fournitures médicales et des denrées alimentaires, selon une liste mise au point par les organisations internationales participant au processus.

## Histoire

### Enlèvement de Gilad Shalit
Le 25 juin 2006, le caporal Gilad Shalit a été enlevé par des activistes palestiniens ayant pénétré le territoire israélien via un tunnel souterrain clandestin près de ce poste-frontière.
Au cours de l'attaque, deux soldats israéliens furent tués et trois autres blessés (en plus de Shalit qui a également été blessé). La réponse israélienne pour sauver le soldat Shalit vivant a pris la forme de l'opération Pluie d'été. Des troupes et de l'artillerie furent alors rassemblées à Kerem Shalom pour pénétrer dans la bande de Gaza.

### Après le 7 octobre 2023

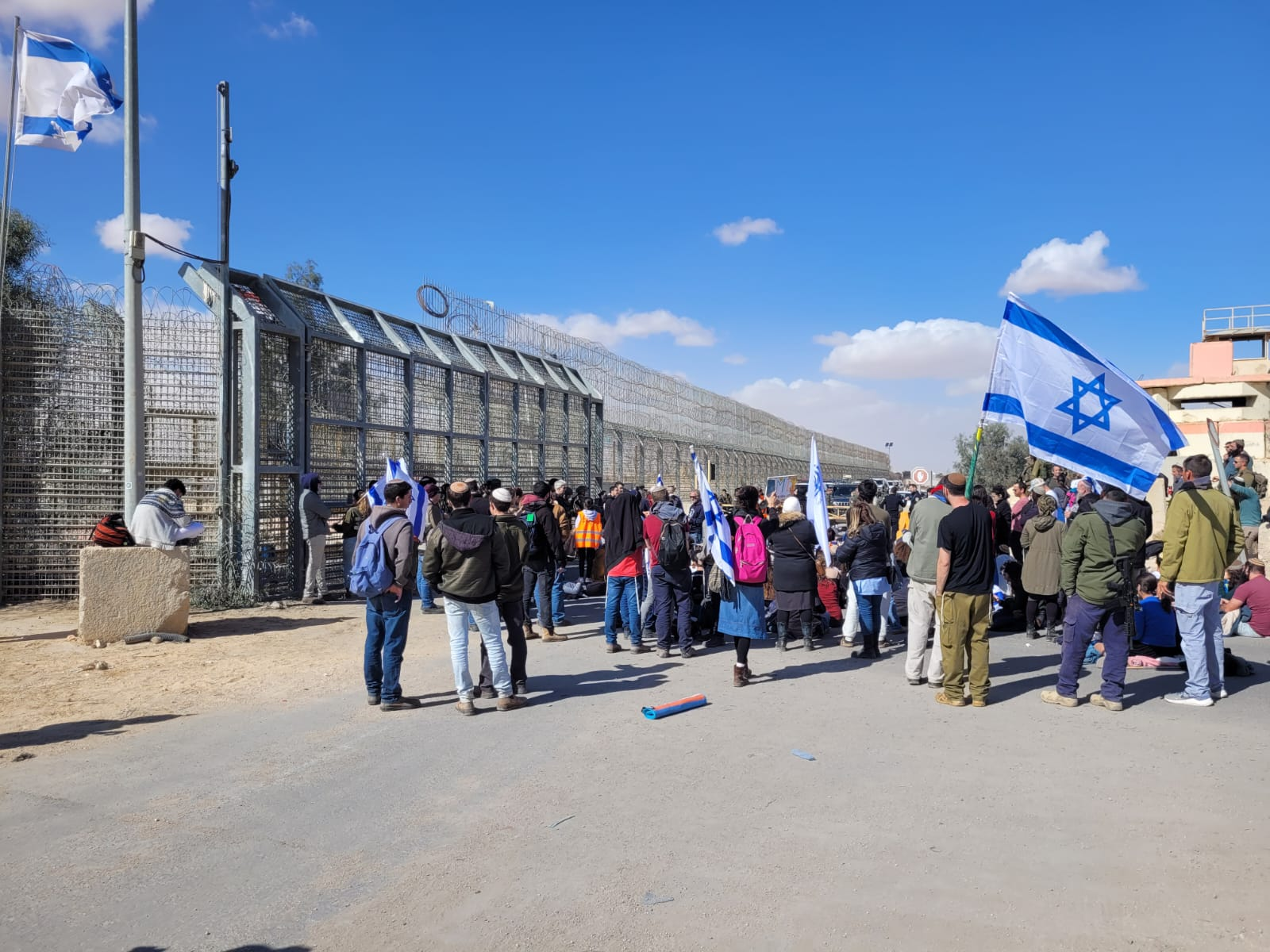
Des Israéliens bloquant l'entrée de l'aide humanitaire à Gaza, février 2024.

Avec la fermeture des points de passage entre Israël et la bande de Gaza consécutive à l'attaque du 7 octobre 2023, le point de passage de Kerem Shalom entre l'Égypte, Israël et la bande de Gaza devient le seul passage permettant l'acheminement de l'aide humanitaire d'Israël vers la bande de Gaza jusqu'au 1er mai 2024, date de la réouverture du Poste-frontière d'Erez. Le 5 mai 2024, trois soldats israéliens sont tués à Kerem Shalom par des roquettes tirées par la branche armée du Hamas, ce qui amène l'armée israélienne à fermer le passage qui est rouvert le 8 mai.

## Les autres postes-frontières israélo-gazaouis
Si les postes-frontières de Kerem Shalom et d'Erez sont restés ouverts, tous les autres points de passage vers Israël comme Sufa, Kissufim, Karni et Nahal Oz ont été fermés à partir de 2007.